# Alberto Tipa
Alberto Tipa (* 1732 in Trapani; † 1783 ebenda) war ein italienischer Bildhauer des Spätbarock auf Sizilien.

## Leben
Alberto Tipa war der Sohn des Bildhauers Giuseppe Tipa und Bruder von Andrea Tipa (1725 – um 1766).
Der trapanesische Familienbetrieb schuf hauptsächlich Krippen und bildete damit ein wichtiges Glied dieser Kunsttradition auf Sizilien. Das Material der Krippen bestand meist aus Alabaster, Elfenbein, Koralle und Muscheln.
Bei seinen größeren bildhauerischen Arbeiten verwendete Tipa ausschließlich den lokalen, „Pietro Incarnata“ genannten rosafarbenen Alabaster.

## Werke
- Chiesa del Carmine (Trapani): „Christus an der Geißelsäule“
- Chiesa di San Nicola (Trapani): „Kreuzigungsgruppe“ und „Büste des Priesters Fardella“ (mit Andrea)
- Chiesa Santa Maria dell´Itria (Trapani): „Heilige Familie“
- Palazzo Vescovile (Trapani): Kreuzigung
- Museo regionale Pepoli (Trapani): „Heiliger Sebastian“ (mit Andrea) und Krippen
- Museo dei Cappuccini (Caltagirone): „Erzengel Michael besiegt das Böse“